# П-20 «Перископ»

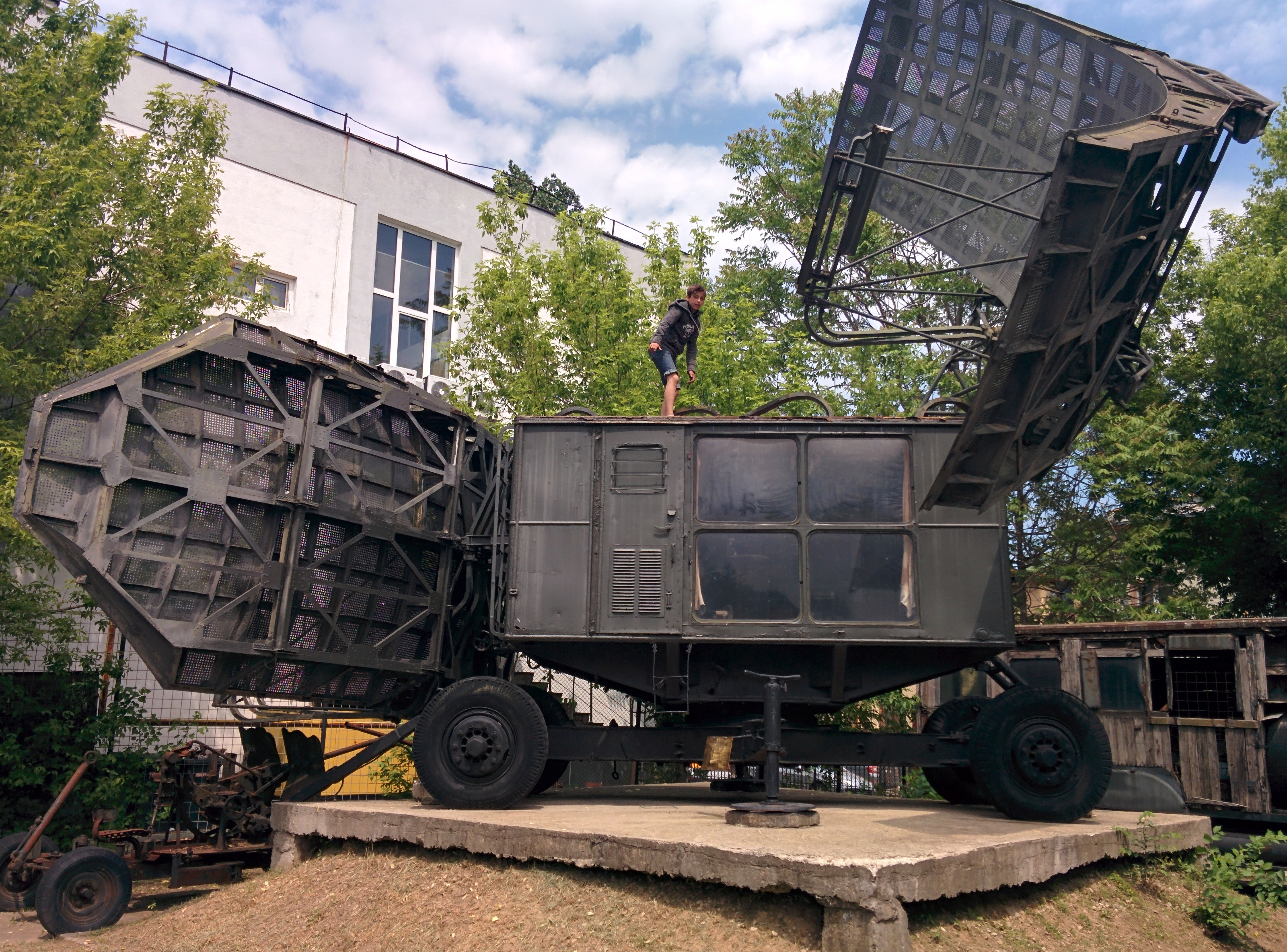
РЛС П-20 в румынском военном музее.

П-20 «Перископ» — советская подвижная радиолокационная станция дальнего обнаружения и наведения в сантиметровом диапазоне волн.

## История создания
В связи с  устареванием РЛС, имеющихся на вооружении (дальность, помехоустойчивость  и точностные показания не соответствовали современным требованиям) возникла необходимость в новых технических решениях, с применением современных достижений науки, и освоении новых частотных диапазонов волн. В 1946 г. был разработан Государственный план развития важнейших радиолокационных разработок с четкой специализацией научно-исследовательских предприятий, привлекаемых к этим разработкам, согласно которому и разрабатывалась новая РЛС . Основные задачи были возложены на научно-исследовательский институт № 20 (в настоящее время ВНИИРТ), который уже имел значительный опыт в проектировании и налаживании массового производства РЛС метрового диапазона. Главным конструктором  был назначен Л. В. Леонов, заместителями Ю. К. Адель, А. Р. Вольперт, С. П. Заворотищев. Эскизный проект подвижной РЛС «Перископ» был утвержден директором НИИ-20 и был предъявлен заказчикам.
Разработка локатора сантиметровых волн для НИИ-20 являлась действительно непростой задачей, так как отсутствовала измерительная дециметровая аппаратура и требовалось проведении дополнительных исследований в данной сфере. Новизна сантиметровой техники потребовала также постановки ряда экспериментов с иностранными магнетронами, клистронами и специальным железом. 
В 1949 г. станция проходила в ВВС государственные испытания, которые подтвердили ее соответствие заданным требованиям. После принятия на вооружения станция получила широкое распространение в Войсках ПВО, ВВС, ВМФ и на больших аэродромах Гражданского воздушного флота (в качестве диспетчерской станции)

## Особенности конструкции
В сравнении  с РЛС предыдущего поколения, использующих метровый диапазон волн, к радиолокационной станции «Перископ» были предъявлены очень жесткие тактико-технические требования, которые могли быть реализованы исключительно при работе в более коротком диапазоне волн. Впервые в истории отечественной радиолокации был выбран десятисантиметровый волновой диапазон. Станция обеспечивала круговой обзор и обнаружение целей в радиусе действия, отображала воздушную обстановку на экране станции и на выносном ИКО КП авиационной части. С помощью V-луча станция определяла азимут, высоту и наклонную дальность. Для распознавания своих самолетов к станции придавалось запросное устройство НРЗ-1. На станции находилось по пять излучающих и приемных каналов, работавших каждый в своем диапазоне сантиметровых волн. Три канала работали на антенное устройство с плоской (веерной) диаграммой направленности для поиска самолетов в горизонтальной плоскости и определения азимута и расстояния до целей (вертикальный луч). Два канала работали на антенну с наклонной диаграммой направленности (плоской/веерной), которая в комбинации с вертикальным лучом определяла высоту полета целей.

## Состав комплекса
РЛС состояла из  восьми транспортных единиц. РЛС «Перископ» состояла из следующих основных элементов: антенно-фидерных устройств и системы управления ими; передающих устройств; манипуляторно-модуляторного устройства; приемных и индикаторных устройств; опросного устройства системы опознавания; комплекта приборов для решения задачи наведения, прибора преобразования координат и специального оборудования командного пункта; двух агрегатов питания (рабочего и резервного); телефонного коммутатор на 30 номеров, кабелей питания и связи, комплекта ЗИП и инструментов; тренажера. Во вращающемся приемо-передающем фургоне было размещено пять высокочастотных шкафов с магнетронными генераторами, приемниками и аппаратурой, необходимой для излучения и приема. На крыше фургона базировались антенные устройства. На станции монтировалось четыре индикатора: кругового обзора, выносной (ВИКО), индикатор дальности и индикатор высоты.

## Основные характеристики
- рабочий волновой диапазон — 10 см
- кол-во приемо-передатчиков — 5 шт
- коэфициент направленности антенны — 6000
- ширина диаграммы в азимутальной плоскости —  1,20

Диаграмма направленности РЛС П-20: 
- по азимуту — 0,8-30;
- по углу места — 250

## Оценка машины
"Этот локатор - настоящий долгожитель, среди своих собратьев. Начали его создавать на бывшем вагоноремонтном заводе, который буквально за год с небольшим был переоборудован в электромеханический гигант… В декабре 1952 года появился первый радиолокатор. Спустя пять лет из цехов Лианозовского электромеханического завода выходило уже до 300 комплектов П-20… Неказистая, размещенная на среднем артиллерийском лафете радиолокационная станция работала очень надежно…
…Надо было размещать радар высоко а горах. Но аппаратура быстро ионизировалась и выходила из строя, сгорали электронно-лучевые трубки, индикаторов кругового обзора. Все это происходило из-за сильной разряженности воздуха. Главный конструктор высокогорного радара Лев Шульман все же смог найти верные решения, и буквально за полгода горный вариант П-20 был создан и прошел испытания в борокамере и в Армении на горе Алагез." - М.М. Лобанов